# オレンジリーフ (補給艦・3代)
オレンジリーフ（RFA Orangeleaf, A110）とは、イギリス海軍補助艦隊の給油艦である。この名を冠する艦としては3代目に相当する。
オレンジリーフは、リーフ型給油艦の中で最後まで現役にあった艦である。

## 来歴
本船は、元々はジョン・ハドソン燃料海運株式会社（John Hudson Fuel and Shipping Ltd.：以下ジョン・ハドソン社）がキャメル・レアードに発注した4隻のSTaT 32型タンカーのうちの1隻である。1973年10月に、バークレイズ銀行より4,296,160ポンドの融資を受け、本船の建造契約が結ばれた。
1975年2月12日、キャメル・レアードのバーケンヘッド造船所において進水しハドソン・プログレス（MV Hudson Progress）と命名され、
同年の7月には艤装が完了し、航行試験のためにキャメル・レアードの子会社であるムーンチェイス株式会社（Moonchase Ltd.）に移管された。
しかし、翌1976年12月、発注元のジョン・ハドソン社とキャメル・レアードとの間で本船の所有権の差し押さえに同意し、ハドソン・プログレスは1979年6月にロイズ産業リーシング株式会社（Lloyds Industrial Leasing Ltd.）に売却された後、同年7月にはオスロのParley Augustsson社にリースされ、バルダー・ロンドン（MV Balder London）に改名された。
1982年5月13日、バルダー・ロンドンはフォークランド紛争勃発に伴いイギリス海軍に徴用され、機動部隊への燃料輸送に従事した。
1984年5月2日付でイギリス国防省とのチャーター契約が結ばれ（2001年に購入）、オレンジリーフに改名。改名後は給油艦としての洋上補給用設備やドライカーゴ搭載スペースの設置などの改修を受け、1986年5月2日に正式に艦隊に加わった。
1991年の湾岸戦争や2003年のイラク戦争にも参加したが、2015年9月30日付で退役した。